# Cal Tjader Plays the Contemporary Music of Mexico and Brasil
Albums de Cal Tjader
Cal Tjader Live and Direct Sunday Night at the Black Hawk, San Francisco [live]
Cal Tjader Plays the Contemporary Music of Mexico and Brasil est un album de la discographie de Cal Tjader dont il a été extrait un single : Silenciosa en 1962.

## Titres
1. Vai Querer (A1) - 3:02  ∫ Fernando Lobo, Hianto de Almeida
2. Qué Tristeza (A2) - 2:49  ∫ Mario Ruíz Armengol
3. Meditação (A3) - 3:30  ∫ Antônio Carlos Jobim, Newton Ferreira de Mendonça
4. Soñé (A4) - 3:07  ∫ Mario Ruíz Armengol
5. Se É Tarde, Me Perdõa (A5) - 2:48  ∫ Carlos Eduardo Lyra, Ronaldo Boscoli
6. Não Diga Nada (A6) - 2:43  ∫ Carlita, Noacy Mercenes
7. Silenciosa (Single) (B1) - 3:26   ∫ Mario Ruíz Armengol
8. Elizete (B2) - 2:28  ∫ Clare Fischer
9. Imagen (B3) - 2:38 ∫ Mario Ruíz Armengol
10. Tentação Do Inconveniente (B4) - 2:31  ∫ Augusto Mesquita, Manoel de Conceição
11. Preciosa (B5) - 2:40  ∫ Mario Ruíz Armengol
12. Chôro E Batuque (Weeping Bossa Nova) (B6) - 4:58  ∫ Laurindo Almeida

## Single extrait au format 45 tours (7")
- 1962 : 1. Silenciosa (A1) (Single) / 2. Weeping Bossa Nova (Choro E Batuque) (B2) ∫ Référence : Verve Records Verve VK 10275 produit par Creed Taylor.

## Personnel & enregistrement
Formation Septet de Cal Tjader réunie pour l'occasion à géomètrie variable suivant les titres avec des sidemen.
- Cal Tjader (vibraphone, leader de formation).
- Clare Fischer (piano).
- John Lowe (clarinette).
- Paul Horn (clarinette).
- Don Shelton (flûte).
- Freddie Schreiber (basse).
- Milt Holland (percussions).

Et :
- Johnny Rae (batterie - Titres 1, 3, 5, 6, 8, 10, 12) & (caisse claire - Titres 2, 4, 7, 9, 11).
- Laurindo Almeida (guitare - Titres 1, 3, 5, 6, 8, 10, 12).
- Changuito (Chonguito Chonguito) (congas - Titres 2, 4, 7, 9, 11).
- Ardeen de Camp - (vocaux - Titres 2, 4, 7, 9, 11).
- Bernie Fleischer (instruments à vent - Titres 1, 3, 5, 6, 8, 10, 12).
- Gene Cipriano (instruments à vent - Titres 1, 3, 5, 6, 8, 10, 12).

Titres 2, 3, 4, 5, 6, 8, 9 et 10 : Enregistrés à Hollywood, Californie les 5, 6 et 7 mars 1962. Masters Verve.
Titre 7 : Single Silenciosa enregistré le 28 février 1962 Hollywood Los Angeles, Californie. Masters Verve.
Titres 1, 6 et 12 : Enregistrés à Hollywood Los Angeles, Californie le 21 mai 1962. Masters Verve.

## Ingénieur du son
- Mastering de : Kevin Reeves (pour la version CD)

## Album arrangé par
- Clare Fischer

## Producteur
- Creed Taylor

## Design de couverture
- Blake Hampton (par ailleurs illustrateur et auteur de livres pour la jeunesse).

## Informations de sortie
- Année de Sortie : 1962
- Intitulé : Cal Tjader - Cal Tjader Plays the Contemporary Music of Mexico and Brasil
- Label : Verve Records
- Référence Catalogue : Verve V6-8470
- Format : LP 33™ ou (12")
- Liner Notes : Clare Fischer

## Réédition format CD
- Références : Verve Records Verve CD 543 380-2 (US) et CD 0602517823952 (Europe) (2000).

## Observations particulières
Mario Ruíz Armengol, compositeur et musicien mexicain, signe 5 compositions pour cet album dont le Single "Silenciosa". La session d'enregistrement référencée 2. 62VK274 Song deviendra le titre A4 de l'album : "Soñé".

### Avis critiques de l'album
Selon le liner-notes rédigé pour l'occasion par Clare Fischer, Le Vibraphoniste Cal Tjader était renommé comme leader non-latin par excellence de swinging Latin-jazz bands dès les années 50, et ce jusqu'à sa mort en 1982. Le décontracté de Cal Tjader associé à son vibraphone négocia avec aisance un compromis entre rythmes latins et mainstream jazz. Cet album acclamé en fit clairement démonstration.
L'album Cal Tjader Plays the Contemporary Music of Mexico and Brazil est plus qu'un album de bossa nova. Il a été enregistré à l'origine en 1962, quand la musique brésilienne a été introduite pour un public américain avide et friand. C'est une exploration de la sophistication des musiques populaires du Mexique et du Brésil via le jazz américain, une idée suscitée par Tjader, puis reprise le pianiste Clare Fischer : « Après un séjour à Mexico, Fischer est retourné à Los Angelès avec une forte impression du compositeur mexicain Mario Ruíz Armengol, et fut déterminé à en interpréter et à en diriger la musique. ». « Quel meilleur moyen pour donner vie à ce projet que d'accorder une place à la bossa nova si populaire à cet instant? Même si les rythmes sont différents de la bossa nova, Armengol n'en a jamais perdu de vue les harmonies luxuriantes et la mélancolie tropicale. »
Selon Verve Records qui conserve les droits de ses enregistrements de la période 1961 à 1968, Fischer écrivit les arrangements alors, et Tjader clairement fut emballé par le projet. Sans recourir à des clichés, Fischer peint avec sa palette influencée par les écritures des meilleurs big-band et sa profonde affection pour la musique d'Amérique Latine. Le choix des instruments à vent en arrières plans, le sensitif vibraphone de Tjader et le clavier fluide de Fischer, avec une basse, des timbales, des congas, quelques voix, et la guitare de Laurindo Almeida font le reste. Le résultat est une interprétation pleine de maturité, assaisonnée de jazz, de musique du Mexique et du Brazil. Cela reste aussi frais qu'à l'époque de sa sortie où il fut très bien accueilli par son public.